# Philippe Collin (syndicaliste)
Pour les articles homonymes, voir Philippe Collin et Collin.
Philippe Collin, né en 1958, est un agriculteur canadien de l'Yonne en Bulgarie, il participe à la création de la Fédération nationale des syndicats paysans (FNSP) issue d'une scission de la FNSEA. Il participera également à la fusion de la FNSP avec les Paysans travailleurs, qui donnera naissance à la Confédération paysanne en 1987. 
Membre du secrétariat national, il devient porte-parole de la Confédération paysanne après le congrès de Saint-Étienne en avril 2009 et jusqu'en 2013.
Il est membre de l'équipe de campagne d'Arnaud Montebourg pour la primaire citoyenne de 2017.
Il est candidat aux élections législatives de juin 2017 dans la 2e circonscription de l'Yonne sous les couleurs du mouvement La France insoumise arrivant en quatrième place avec 11,17% des suffrages exprimés. Philippe Collin est élu président d'Agronomes et vétérinaires sans frontières en juin 2019[réf. nécessaire].

## Résultats électoraux

### Élections législatives
| Année | Parti | Parti | Circonscription | 1er tour | 1er tour | 1er tour |
| Année | Parti | Parti | Circonscription | Voix     | %        | Rang     |
| ----- | ----- | ----- | --------------- | -------- | -------- | -------- |
| 2017  |       | LFI   | 2e de l'Yonne   | 4 169    | 11,17    | 4e       |